# Bloodflowers
| Совокупная оценка    | Совокупная оценка |
| Источник             | Оценка            |
| -------------------- | ----------------- |
| Metacritic           | 69/100            |
| Оценки критиков      |                   |
| Источник             | Оценка            |
| AllMusic             | [ 5 ]             |
| Entertainment Weekly | A−                |
| The Guardian         | [ 7 ]             |
| Los Angeles Times    | [ 8 ]             |
| Melody Maker         | [ 1 ]             |
| NME                  | 7/10              |
| Pitchfork Media      | 7.5/10            |
| Q                    | [ 11 ]            |
| Rolling Stone        | [ 12 ]            |
| Uncut                | [ 13 ]            |

Bloodflowers — одиннадцатый студийный, концептуальный альбом английской группы The Cure, выпущенный в 2000 году. Пластинка возвращает более мрачное звучание, привычное фанатам их первых работ. Роберт Смит случайно обмолвился, что альбом является заключительным в импровизированной «трилогии» (три альбома, которые он считает лучшими в творчестве группы). Первым альбомом является Pornography (1982), вторым Disintegration (1989). В то же время многие воспринимали альбом как заключительный во всей дискографии The Cure, прощальный альбом. Сам Роберт Смит говорил, что подобное впечатление могло сложиться из лирической составляющей релиза, к тому же в период записи альбома он и сам думал, что альбом станет последним, по крайней мере в том составе, который был на тот момент. Однако по прошествии некоторого периода времени его мнение изменилось и The Cure начали снова функционировать.

## Запись
Запись музыкального материала альбома производилась в два этапа: первый длился немногим больше месяца и проходил перед Рождеством 1998 года. Второй период длился около двух месяцев весной 1999 года. В дальнейшем Роберт Смит длительное время занимался микшированием, пока окончательный вариант альбома не был сведён в июне 1999 года. В периоды записи альбома, в отличие от прошлого релиза, в студии не находилось ни одного постороннего человека:

Над таким альбомом проще работать когда никто не мешает и не сбивает с определённого настроя…Те 3 месяца остальной мир для меня просто не существовал — я был полностью погружён в Bloodflowers, — Роберт Смит.
В то же время многие не верили, что результат получится таким хорошим.
Как отмечал Роберт Смит, музыканты, которые находились с ним в периоды записи альбома, подходят группе именно в её нынешнем виде. В то же время они не приветствуют работу над концептуальными произведениями. Так, после прошествия двух недель после начала записи альбома, музыканты буквально возненавидели его, а с началом микширования записанного материала все покинули студию, так как не могли больше выносить царившей там атмосферы. Непосредственно же во время записи альбома, прежде чем записывать очередную композицию в студии, Роберт Смит включал всем остальным участникам музыку альбомов Pornography и Disintegration и говорил:

В этих альбомах у меня было два действительно фантастических состава. У вас есть шанс стать третьим фантастическим составом The Cure, если вам только удастся создать в новом альбоме такую же атмосферу, как и на тех двух дисках. И не важно, что в Wild Mood Swings было несколько великолепных песен. За что будут всегда помнить The Cure — так это за такие альбомы как Pornography, Disintegration и Bloodflowers.

## Музыка
Bloodflowers, по мнению большинства критиков и фанатов группы, является возвращением к стилю, утерянному с выходом Wild Mood Swings. По словам Андрея Корюхина из Dark City «в альбоме невозможно найти коммерческие песни, которые можно было бы без напряга, между делом послушать в дороге или на вечеринке». Кроме того, как отметил тот же критик, данный релиз стал самым мрачным, зрелым и однозначно лучшим в дискографии коллектива. Сам же Роберт Смит отмечал несколько причин для такого возврата: во-первых Смиту исполнилось сорок лет и на данном альбоме он хотел продолжать линию релиза Disintegration, который также был создан в такой переломный момент (тогда Смиту исполнилось 30 лет). Во-вторых, со времён ранее указанного альбома Смит не делал ни одного автобиографического альбома. В этот же раз он решил не следовать на поводу у коммерции и сочинять то, что сочиняется.
Это финальный альбом в «трилогии» Роберта Смита, состоящих из работ, которые Роберт считал лучшими у группы. Пластинка была последней, на которой активно использовались клавишные. В альбоме The Cure (2004] клавишные представлены весьма скромно, а после того, как группу покинул Роджер О’Доннелл, для предстоящего тура группа вынуждена была в срочном порядке искать ему замену.

## Выход альбома
Дата издания альбома переносилась несколько раз. Первоначально планировалось издать релиз к Хэллоуину, но люди из разных звукозаписывающих компаний засомневались, как они смогут обеспечить раскрутку альбома в канун Рождества, да ещё и в канун наступления нового тысячелетия.
Альбом получил весьма умеренный успех, дебютировав на 16 позиции в Billboard Album Chart, с продажами 300,000 копий, на данный момент, в Америке. В 2001 году альбом выдвигался на премию Grammy Award for Best Alternative Music Album. К альбому, что не характерно для прошлых релизов группы, не было выпущено ни одного сингла или видеоклипа, а рекламная кампания была весьма скромной. Как говорил сам Роберт Смит, он уже не полагался на обычную рекламную кампанию, а уделил основное внимание Интернет-пространству, до выхода альбома дав там несколько интервью и указаний на «архитипичность» альбома, что, по задумке, Смита должно было развеять массу слухов о грядущем альбоме.

## Исполнение на концертах
В 2002 году The Cure отыграли Pornography, Disintegration и Bloodflowers в Берлине и выпустили запись с концерта на DVD в 2003 году под названием The Cure: Trilogy.
В 2007—2008 годах на 4Tour группа исполняла на разных концертах «Out of this World», «Watching Me Fall» (один раз в Мехико, 22 октября 2007 года), «Maybe Someday» и «Bloodflowers».
«39» в последний раз исполнялась в 2004 году во время Curiosa Tour.
Остальные композиции не игрались живьём с Dream Tour 2000 года. К слову, «Last Day of Summer» была отрепетирована в 2008 году для концертов, но так и не была сыграна.

## Список композиций
Все песни написаны The Cure (Роберт Смит/Simon Gallup/Perry Bamonte/Jason Cooper/Roger O’Donnell)
1. Out of This World — 6:44
2. Watching Me Fall — 11:13
3. Where the Birds Always Sing — 5:44
4. Maybe Someday — 5:04
5. Coming Up [*] бонус-трек для австралийской и японской версий. Трек не представлен на CD, но есть на виниловом издании и на компиляции Join the dots.
6. The Last Day of Summer — 5:36
7. There Is No If… — 3:44
8. The Loudest Sound — 5:09
9. 39 — 7:20
10. Bloodflowers — 7:31

Бонус-трек
1. Spilt Milk — 4:53 (композиция доступна при скачивании через онлайн-сервис)

### Полная студийная сессия
1. Possession — 5:17 выпущена в составе Join the Dots.
2. Just Say Yes — была перезаписана и выпущена для компиляции Greatest Hits.
3. You’re So Happy! — Аранжировка от Cure Tribute band, пущенная в p2p-сети.
4. Heavy World — планируется к выпуску на переиздании Bloodflowers.
5. Everything Forever — планируется к выпуску на переиздании Bloodflowers.

## Промосинглы
Ни одного коммерческого сингла не было выпущено из альбома, только два промосингла для проигрывания на радиостанциях.
- «Out of This World» в январе (Европа) и мае (США) 2000 года.
- «Maybe Someday» в январе (США) и апреле (Европа) 2000 года

## Участники записи
- Роберт Смит — гитара, клавишные, вокал
- Пэрри Бэмоунт — гитара
- Джейсон Купер — ударные, перкуссия
- Саймон Гэллап — бас-гитара
- Роджер О’Доннелл — клавишные

### Работники студии
- Продюсер: Paul Corkett, Роберт Смит
- Инженеры: Paul Corkett, Sacha Jankovich
- Микширование: Paul Corkett, Роберт Смит
- Мастеринг: Ian Cooper
- Координатор: Daryl Bamonte
- Фотографии: Perry Bamonte, Paul Cox, Alex Smith
- Логотип: Alexis Yraola

## Чарты
Альбом — Billboard (Северная Америка)
| Год  | Чарт                | Позиция |
| ---- | ------------------- | ------- |
| 2000 | Billboard 200       | 16      |
| 2000 | Top Internet Albums | 2       |

Синглы — Billboard (Северная Америка)
| Год  | Название        | Чарт               | Позиция |
| ---- | --------------- | ------------------ | ------- |
| 2000 | «Maybe Someday» | Modern Rock Tracks | 10      |